# Bảng Canada
Bảng Canada (tiếng Anh: Canadian pound) hay gọi là pound Canada đã là một loại tiền tệ của Canada cho đến năm 1858. Nó được chia ra thành 20 shilling, mỗi shilling là 12 penny. Ở Hạ Canada, từ sou (xu - tiếng Việt) đã được sử dụng, mỗi xu có giá trị ½ penny.

## Lịch sử
Mặc dù ban đầu nó dựa vào Bảng Anh, với một số British coins đã được đưa vào lưu thông, nhưng với sự hiếm có của British coins dẫn tới việc sử dụng rộng rãi đồng đô la Tây Ban Nha. Đây là cách thích hợp trong việc thay thế £sd bằng cách thiết lập một giá trị cho những đồng xu. Ở Canada, Halifax rating thống trị, thiết lập giá trị đồng đô la Tây Ban Nha bằng 5 shilling. Như vậy là 6 penny sẽ có nhiều hơn giá trị khi nó làm bằng bạc, đồng bảng Canada đã có giá trị thấp hơn so với giá trị đúng của nó. York rating của 1 đô la Tây Ban Nha = 8 shillings đã được sử dụng ở Upper Canada, chính thức cho đến khi nó nằm ngoài vòng pháp luật trong năm 1796 và không được dùng chính thức cũng vào thế kỷ 19.
Vào năm 1841, tỉnh ở Canada thông qua một điều mới là tiêu chuẩn về vàng. 1 pound bằng 4 đô la Mỹ (92,88 grains vàng), với 1 gold sovereign bằng 1 pound 4 shillings 4 penny. Vì vậy, Bảng Canada đã có giá trị là 16 shillings 5.3 pence sterling. Hệ thống này tồn tại cho đến năm 1858, khi các tỉnh của Canada theo phép thập phân, với đô la Canada bằng đô la Mỹ hoặc 5 shilling của các loại tiền tệ trước đó.

## Tiền xu
Cả hai là vùng thượng của Canada (Canada West, Ontario mới) và vùng hạ của Canada (Canada East, Québec mới) phát hành những đồng xu. Giữa những năm 1835 và 1852, Bank of Montreal, Banque de Peuple, City Bank và Quebec Bank ban hành 1 và 2 xu (½ và 1 penny) đưa vào sử dụng ở vùng hạ của Canada. Bank of Upper Canada ban hành ½ và 1 penny đưa vào giữa những năm 1850 và 1857.

## Giấy bạc
Giấy bạc được ban hành bởi Ngân hàng ở Canada, có mệnh giá cho cả hai loại là đôla và pounds/shillings, với 1 đô la = 5 shilling. Nhiều ngân hàng đã ban ra giấy bạc, bắt đầu với Bank of Montreal vào năm 1817. Mệnh giá được phát hành gồm 5, 10 và 15 shilling, 1, 1¼, 2½, 5, 12½ và 25 pound. Ngoài ra, giá trị nhỏ, "scrip" giấy bạc đã được phát hành trong năm 1837, bởi ngân hàng Quebec, trong mệnh giá của 6 pence (12 sous), ¼ và ½ đô la, và bởi Arman's Bank, với mệnh giá là 5, 10 và 15 pence (10, 20 và 30 sou).

## Khác
- Krause, Chester L. & Clifford Mishler (1978). Standard Catalog of World Coins: 1979 Edition. Colin R. Bruce II (biên tập cấp cao) (ấn bản thứ 5). Krause Publications. ISBN 0-87341-020-3.
- Pick, Albert (1990). Standard Catalog of World Paper Money: Specialized Issues. Colin R. Bruce II and Neil Shafer (editors) (ấn bản thứ 6). Krause Publications. ISBN 0-87341-149-8.